# Tjeckoslovakiens Fed Cup-lag
Tjeckoslovakiens Fed Cup-lag representerade Tjeckoslovakien i tennisturneringen Federation Cup

## Historik
Tjeckoslovakien deltog första gången i turneringen 1963. Laget vann turneringen 1975, 1983, 1984, 1985 och 1988, samt noterades för finalförlust 1986.